# Télégrammes (film)
Pour le message envoyé par télégraphe, voir Télégramme.
Pour plus de détails, voir Fiche technique et Distribution.
Télégrammes (Telegrame) est un film roumain présenté en sélection officielle en compétition au Festival de Cannes 1960,réalisé par Aurel Miheles et Gheorghe Naghi, sorti en 1960.

## Fiche technique
- Titre : Télégrammes
- Titre original : Telegrame
- Réalisation : Aurel Miheles et Gheorghe Naghi
- Scénario : Ion Luca Caragiale et Mircea Stefanescu
- Musique : Mircea Chiriac
- Photographie : Ion Cosma et Jean-Pierre Lazar
- Montage : Eugenia Naghi
- Société de production : Filmstudio Bucuresti
- Pays :  Roumanie
- Genre : Comédie
- Durée : 76 minutes
- Dates de sortie : 
  - Roumanie : 1er mars 1960

## Distribution
- Grigore Vasiliu-Birlic : Costachel Gudurau
- Mircea Septilici - ministère de la justice
- Costache Antoniu : le procureur général
- Jules Cazaban : Iordachel Gudurau
- Alexandru Giugaru : le procureur
- Nicky Atanasiu : Raul Grigorascu
- Marcel Anghelescu : Popic
- Nicolae Neamtu-Ottonel : le premier ministre
- Stefan Ciubotarasu : Cafegiul
- Carmen Stanescu : Atenaisa Perjoiu
- Ovid Teodorescu : Albert Gudurau

## Distinctions
Le film a été présenté en sélection officielle en compétition au Festival de Cannes 1960.